# Michael Tawiah
Michael Tawiah (Accra, 1º dicembre 1990) è un ex calciatore ghanese, di ruolo centrocampista.

## Carriera

### Club
Ha giocato nella prima divisione dei campionati bulgaro e serbo.

### Nazionale
Nel 2009 ha giocato una partita con la nazionale ghanese Under-20.

## Statistiche

### Presenze e reti nei club
| Stagione             | Squadra                | Campionato           | Campionato | Campionato | Coppe nazionali | Coppe nazionali | Coppe nazionali | Coppe continentali | Coppe continentali | Coppe continentali | Altre coppe | Altre coppe | Altre coppe | Totale | Totale |
| Stagione             | Squadra                | Comp                 | Pres       | Reti       | Comp            | Pres            | Reti            | Comp               | Pres               | Reti               | Comp        | Pres        | Reti        | Pres   | Reti   |
| -------------------- | ---------------------- | -------------------- | ---------- | ---------- | --------------- | --------------- | --------------- | ------------------ | ------------------ | ------------------ | ----------- | ----------- | ----------- | ------ | ------ |
| ago.-dic. 2009       | Lokomotiv Mezdra       | A-PFG                | 10         | 1          |                 | -               | -               |                    | -                  | -                  |             | -           | -           | 10     | 1      |
| gen.-mag. 2010       | Levski Sofia           | A-PFG                | 1          | 0          |                 | -               | -               |                    | -                  | -                  |             | -           | -           | 1      | 0      |
| 2010-mar. 2011       | Levski Sofia           | A-PFG                | 2          | 0          |                 | -               | -               | UEL                | 0                  | 0                  |             | -           | -           | 2      | 0      |
| Totale Levski Sofia  | Totale Levski Sofia    | Totale Levski Sofia  | 3          | 0          |                 | -               | -               |                    | 0                  | 0                  |             | -           | -           | 3      | 0      |
| mar.-mag. 2011       | Kaliakra               | A-PFG                | 9          | 2          |                 | -               | -               |                    | -                  | -                  |             | -           | -           | 9      | 2      |
| ago.-set. 2011       | PSFK Černomorec Burgas | A-PFG                | 0          | 0          |                 | -               | -               |                    | -                  | -                  |             | -           | -           | 0      | 0      |
| 2012-2013            | Ljubimec 2007          | B-PFG                | 18         | 4          |                 | -               | -               |                    | -                  | -                  |             | -           | -           | 18     | 4      |
| 2013-2014            | Ljubimec 2007          | A-PFG                | 36         | 1          | CB              | 1               | 0               |                    | -                  | -                  |             | -           | -           | 37     | 1      |
| Totale Ljubimec 2007 | Totale Ljubimec 2007   | Totale Ljubimec 2007 | 54         | 5          |                 | 1               | 0               |                    | -                  | -                  |             | -           | -           | 55     | 5      |
| ago.-dic. 2014       | Haskovo                | A-PFG                | 6          | 0          | CB              | 1               | 0               |                    | -                  | -                  |             | -           | -           | 7      | 0      |
| gen.-mag. 2015       | Borac Čačak            | SL                   | 2          | 0          |                 | -               | -               |                    | -                  | -                  |             | -           | -           | 2      | 0      |
| feb.-mag. 2016       | Lokomotiv Mezdra       | B-PFG                | 9          | 0          |                 | -               | -               |                    | -                  | -                  |             | -           | -           | 9      | 0      |
| ago.-dic. 2016       | Pomorie                | 2L                   | 12         | 1          | CB              | 1               | 0               |                    | -                  | -                  |             | -           | -           | 13     | 1      |
| 2018-gen. 2019       | Vereja                 | 1L                   | 8          | 0          | CB              | 1               | 0               |                    | -                  | -                  |             | -           | -           | 9      | 0      |
| Totale carriera      | Totale carriera        | Totale carriera      | 113        | 9          |                 | 4               | 0               |                    | 0                  | 0                  |             | -           | -           | 117    | 9      |